# Family Guy
Family Guy és una sèrie de televisió animada per a adults estatunidenca creada per Seth MacFarlane en 1999. La sèrie va ser cancel·lada en 2002 (FOX anà retirant-la progressivament de la graella de programació), però a causa de la demanda del públic, la sèrie tornà en 2005 juntament amb una altra sèrie del mateix creador: American Dad!, amb cert paregut a Family Guy però amb una història ben diferent. En 2009 s'hi va estrenar una sèrie derivada, The Cleveland Show, protagonitzat per Cleveland Brown.

## Personatges

### Principals
La sèrie es concentra en les aventures de Peter Griffin i la seua família a la localitat de Quahog, Rhode Island. Peter fou un treballador a una fàbrica joguetera, irresponsable i amb ganes de festa. Després de la mort del propietari de l'empresa, aquesta fou derruïda i hagué de cercar feina a una fàbrica cervesera, després de dedicar-se una temporada a la pesca. Peter, malgrat haver nascut a Mèxic és d'ascendència irlandesa. Lois és la seua dona, és mestressa de casa i professora de piano. Els dos tenen tres fills: Chris, un xicot gros de reacció retardada i amb un gran talent pel dibuix; Meg, una adolescent rebutjada en l'escola i per la seua família; i Stewie, un xiquet de només un any que, malgrat la seua edat, té una orientació sexual prou ambigua, sempre parla amb accent anglés i té l'obsessió de matar sa mare i conquerir el món després. Amb ells viu un gos anomenat Brian, el qual pot parlar, està enamorat de Lois i es creu escriptor de novel·les, a més, com a característiques, té vicis humans: és alcòholic, és fumador, etc.

### Secundaris
Com a personatges secundaris, la familia Griffin tenen com a veïns a Glenn Quaqmire, pilot d'aerolinees comercials, amic de Peter i un depravat sexual, se'l coneix per la seua promiscuïtat i per gran nombre de dones amb les que hi ha tingut sexe, també li agradaria tindre una estona amb Lois Griffin sense que el seu millor amic s'adone, a causa del seu treball té fills per tot arreu, inclòs a Espanya. Cleveland Brown és el veí afroamericà i un dels pocs personatges negres de la sèrie, té una veu molt calmada d'ençà que va rebre un colp d'un tothem al cap quan era subhastador, té un fill hiperactiu que mai s'està quiet (a The Cleveland Sow és obès), estigué casat amb Loretta fins que es van divorciar després que ella li fóra infidel amb Quagmire. Joe Swanson és el policía paraplègic del poble, se'l coneix per la seua fura també, está casat amb Bonnie Swanson.

## Repartiment

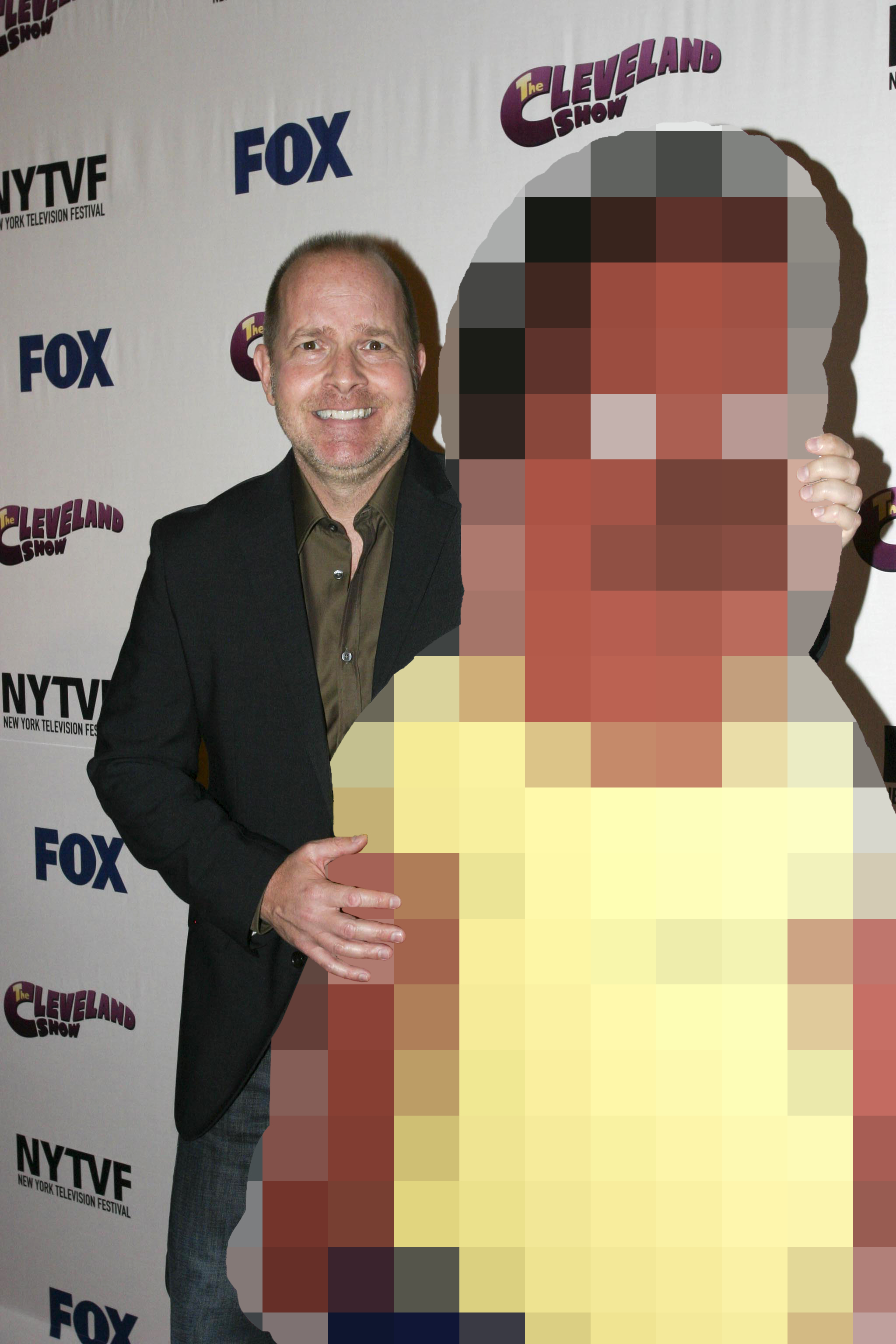
Mike Henry amb una representació de Cleveland Brown.

- Seth MacFarlane: Peter Griffin, Brian Griffin, Stewie Griffin, Glenn Quagmire, Tom Tucker, Carter Pewterschmidt, Elmer Hartman, Shamus, Jasper, Jesucrist, Déu.
- Alex Borstein: Lois Griffin, Babs Pewterschmidt, Tricia Takanawa, Loretta Brown.
- Mila Kunis: Meg Griffin
- Tara Strong: Meg Griffin (Veu a les cançons)
- Seth Green: Chris Griffin, Dylan, Neil Goldman.
- Mike Henry: Cleveland Brown, Herbert el vell efebofílic, Bruce l'artista del performance, El sord engreixat, Fouad, Alcalde Abella.
- Patrick Warburton: Joe Swanson
- Jennifer Tilly: Bonnie Swanson
- Adam West: Adam West
- Lori Alan: Diane Simmons
- Phil LaMarr: Ollie Williams
- Adam Carolla: La mort
- Drew Barrymore: Jillian
- Carlos Alazraqui: Johnatan Weed
- Carrie Fisher: Angela

| Principals actors de veu                                                              | Principals actors de veu                                             | Principals actors de veu     | Principals actors de veu | Principals actors de veu          | Principals actors de veu |
| ------------------------------------------------------------------------------------- | -------------------------------------------------------------------- | ---------------------------- | ------------------------ | --------------------------------- | ------------------------ |
| Seth MacFarlane                                                                       | Alex Borstein                                                        | Seth Green                   | Mila Kunis               | Mike Henry                        |                          |
| Seth MacFarlane                                                                       | Alex Borstein                                                        | Seth Green                   | Mila Kunis               | Mike Henry                        |                          |
| Peter, Stewie, Brian, Glenn Quagmire, Tom Tucker, Carter Pewterschmidt i molts altres | Lois, Loretta Brown, Barbara Pewterschmidt, Tricia Takanawa i altres | Chris, Neil Goldman i altres | Meg                      | Cleveland Brown, Herbert i altres |                          |

## Laught It Up, Fuzzball. La Guerra de les Galàxies
"It's a Trap!" és el doble episodi final de la novena temporada i la part final de la trilogia de la sèrie Laught It Up, Fuzzball. L'episodi fou emès el 22 de maig de 2011. L'episodi fou escrit per Cirera Chevapravatdumrong i David A. Goodman i dirigit per Peter Shin. L'episodi tracta sobre una altra manera de contar la història del Retorn del Jedi com "Blue Harvest" va fer amb Star Wars episodi IV: Una nova esperança va fer amb "Something, Something, Something, Dark Side" va fer amb Star Wars episodi V: L'Imperi contraataca mitjançant el mateix repartiment que a la sèrie.

## Controvèrsia

### Carol Burnett
El març de 2007, l'actriu Carol Burnett presentà una querella contra 20th Century Fox al·legant que es va cometre una infracció del copyright i es va danyar la seua imatge en eixir en un capítol com una dona de la neteja en un sex-shop sense el seu permís. Després d'això, Burnet declarà que la FOX havia violat els seus drets públics. Demanà 6 milions de dòlars per danys i perjudicis contra la seua imatge. El 4 de juny de 2007, el jutge del districte Dean Pregerson va desestimar la sentència, al·legant que aquella paròdia està protegida per la primera esmena de la constitució dels Estats Units.

### I Need a Jew
El 3 d'octubre de 2007, Bourne Co. Music Publishers va denunciar a la sèrie per infracció del copyright de la cançó When You Wish Upon a Weinstein. Bourne Co, únic propietari dels drets de la cançó, al·legà que la música parodiada és idèntica a l'original, a més d'incloure-hi lletres antisemites.

### Art Metrano
El desembre de 2007, l'actor Art Metrano posà una denúncia contra la sèrie per infringir el copyright en una escena de Stewie Griffin: The Untold Story on apareixia Jesucrist parodiant una actuació seua en la qual feia jocs màgics amb les seues mans (per exemple, fer creure que un dit salta d'una mà a l'altra) mentre tararejaba la sintonia Fine and Dandy.

### Atemptat de Boston
El 17 de maig de 2013, el canal Fox va retirar l'episodi "Turban Cowboys" (estrenat el 19 de març del mateix any) de la seva web i de la web de continguts Hulu. La causa va ser perquè en l'episodi sortia el personatge principal, Peter, conduint el seu cotxe i atropellant a la gent per a guanyar la Marató de Boston dels Estats Units. Això era una de les escenes d'aquest episodi, el qual tenia com a argument que el Peter s'incorporava en un grup de musulmans, però ell no sabia que els integrants del grup en què era membre tienen planejat explotar dos ponts a la ciutat de Quahog. També va ser retirat perquè un usuari anònim va pujar un vídeo a YouTube en què s'ajuntaven dues escenes de l'episodi que no tenien res a veure: en la primera s'observava un presentador preguntant-li al Peter com ho va fer per guanyar, i en la segona es veu Peter trucant dues vegades amb el mòbil i provocant, segons el context de l'episodi, dos ponts de Quahog.